# The Power to Believe
The Power to Believe je třinácté a poslední studiové album britské rockové skupiny King Crimson. Bylo vydáno v březnu 2003 (viz 2003 v hudbě) a v britském žebříčku se umístilo nejlépe na 162. místě.

## Popis alba ajeho historie
Skupina King Crimson po turné k předchozímu albu The ConstruKction of Light (2000) si v roce 2002 dopřála odpočinek a postupně začala vytvářet další studiovou desku. Některé nahrávky vyšly ještě na podzim roku 2002 na EP Happy with What You Have to Be Happy With, aby se v březnu v přepracované podobě objevily na klasickém studiovém albu The Power to Believe.
V jistých ohledech je The Power to Believe ohlédnutím za celou hudební kariérou King Crimson. Instrumentálka „Level Five“ je svým progresivním úvodem a celou svoji strukturou velice podobná sérii skladeb „Larks' Tongues in Aspic“, jejíž čtyři části se skupina nahrála mezi lety 1973 a 2000. Ve skladbě „EleKtriK“ se postupně prolíná několik hudebních stylů od ambientu až po metal. Třetí a čtvrtá část titulní skladby „The Power to Believe“ jsou variacemi na improvizaci „The Deception of the Thrush“, kterou skupina hrála na koncertech v letech 2000 až 2003, a která původně vznikla v rámci ProjeKcts ve druhé polovině 90. let, přičemž „The Power to Believe IV: Coda“ je živě nahraným výňatkem z Frippova projektu Soundscapes z roku 1997. Text pro „The Power to Believe“ byl převzat z Belewova sólového alba Op Zop Too Wah (1996), konkrétně z písně „All Her Love Is Mine“.

## Seznam skladeb
Všechny skladby napsal(i) Adrian Belew, Robert Fripp, Trey Gunn a Pat Mastelotto, pokud není uvedeno jinak. 
| Pořadí         | Název                                     | Autor          | Délka |
| -------------- | ----------------------------------------- | -------------- | ----- |
| 1.             | The Power to Believe I: A Cappella        | Belew          | 0:44  |
| 2.             | Level Five                                |                | 7:17  |
| 3.             | Eyes Wide Open                            |                | 4:08  |
| 4.             | EleKtriK                                  |                | 7:59  |
| 5.             | Facts of Life: Intro                      |                | 1:38  |
| 6.             | Facts of Life                             |                | 5:05  |
| 7.             | The Power to Believe II                   |                | 7:43  |
| 8.             | Dangerous Curves                          |                | 6:42  |
| 9.             | Happy with What You Have to Be Happy With |                | 3:17  |
| 10.            | The Power to Believe III                  |                | 4:09  |
| 11.            | The Power to Believe IV: Coda             | Fripp          | 2:29  |
| Celková délka: | Celková délka:                            | Celková délka: | 51:11 |

## Obsazení
- King Crimson
  - Adrian Belew – zpěv, kytara
  - Robert Fripp – kytara
  - Trey Gunn – Warr guitar, bezpražcová Warr guitar
  - Pat Mastelotto – bicí, perkuse